# Anhur
Anhur, Onuris, Onouris, An-Her, Anhuret, Han-Her ali Inhert, je bil zgodnji staroegipčanski bog, prvotno bog vojne, ki so ga častili v okolici Abidosa, zlasti v Tinisu. Mit pravi, da je svojo ženo in svoje žensko nasprotje, boginjo Mehit, pripeljal iz Nubije, kar se odraža tudi v njegovem imenu, ki pomeni (tisti, ki) vodi nazaj oddaljenega.
Eden od njegovih nazivov je bil Ubijalec sovražnikov. Upodabljali so ga kot bradatega moža, oblečenega v dolgo haljo, štirimi dolgimi peresi na glavi in kopjem ali sulico v roki. Včasih so ga upodobili tudi z levjo glavo, ki je simbolizirala moč in oblast. Na nekaterih podobah je halja bolj podobna kratkemu krilu.

## Vloge

### Bog vojne
Anhur je bil zaradi položaja boga vojne patron staroegipčanske vojske in poosebljenje kreljevih voščakov. Na njegovih praznovanjih so prirejali lažne bitke. V rimskem obdobju so cesarja Tiberija  na stenah egipčanskih templjev upodabljali z značilno perjanico  s štirimi peresi.
Grki so Anhurja enačili z bogom vojne Aresom. V legendi o grških bogovih se je Ares na begu pred Tifonom spremenil v ribo, tako kot Lepidot ali Onuris (Anhur).

### Nosilec neba
Anhurjevo ime lahko pomeni tudi Nosilec neba. Zaradi značilne perjanice so ga kasneje enačili s Šujem in ga preimenovali v Anhur-Šuja.  Bil je sin Raja, kot Šu pa brat boginje  Tefnut. 

## Veliki Arhurjevi svečeniki
- Amenhotep, v času Tutmoza IV. Amenhotepova žena Henut  je bila  Ahnurjeva pevka. Njuna sinova  Hat in Kenna sta bila voznika bojnega voza njegovega veličanstva.  Znan je s stele, ki je zdaj v Britanskem muzeju.[5]
- Nebvenenef, visoki svečenik med vladanjem Setija I. Na začetku vladanja Ramzesa II. je bil imenovan za visokega Amonovega svečenika.[6]
- Hori[6]
- Minmoz, svečenik v obdobju Ramzesa II., sin visokega svečenika  Horija in njegove žene Inti.[6]
- Anhurmoz, svečenik med vladavino faraona Merneptaha.[6][7]
- Sišepset, v času Ramzesa II.[7]
- Harsies, omenjen samo a črepinji v Abidosu.[7]